# André Dubois (SOE)
Pour les articles homonymes, voir André Dubois (homonymie) et Dubois.
André Dubois (1906-1944) fut, pendant la Seconde Guerre mondiale, un agent secret français du Special Operations Executive.

## Identités
- État civil : Jean Roger André Dubois
- Comme agent du SOE, section F :
  - Nom de guerre : « Hercule »
  - Nom de code opérationnel : LIGHTERMAN (en français BATELIER).

Situation militaire : SOE, section F, grade : lieutenant ; matricule : 121459.
Pour accéder à des photographies d’André Dubois, se reporter au paragraphe  Sources et liens externes en fin d’article.

## Famille
- Son père : Jean Florent Dubois.
- Sa mère : Jeanne Dubois, née Poujet, Tours, France. André est le deuxième de trois fils.
- Sa femme : Marcelle Angèle Émilie (Mimi) Dubois, née Meneau (mariage en 1938).
- Sa fille : Françoise, née en 1938.

## Éléments biographiques

### Premières années
André Dubois naît le 19 mai 1906 à Saint-Germain-du-Puch, Gironde, France.
Quand il a neuf ans, la famille va à Tours.
- 1924-1926, il y est apprenti mécanicien.
- 1926-1928, il fait son service militaire à Niort. Il lance une affaire de location de voitures.
- 1931-1934. Il travaille dans une société de matières plastiques, dont il devient le chef de fabrication.
- 1935. Formation en moulage de matières plastiques, Berlin.
- 1935-1937. Il lance sa propre entreprise de recyclage d’essence et de lubrifiants.
- 1939. Il travaille pour la compagnie de pneus Colombes-Goodrich, à Paris.

### Pendant la guerre
- Septembre 1939 - juillet 1940. Il est opérateur radio dans l’armée française.
- 1941. Il est représentant de produits pharmaceutiques et vétérinaires (Sarthe, Indre-et-Loire, Loir-et-Cher).
- Il est opérateur radio dans un groupe de résistance à Saumur, pendant dix mois.
- Il est recruté sur place (« commissioned in the field ») par Raymond Flower « Gaspar », chef du réseau MONKEYPUZZLE (réseau de la section F du SOE).
- Dans la nuit du 17 au 18 mars 1943, André Dubois revient à Londres en Lysander[1].
- Dans la nuit du 14 au 15 avril 1943, il est déposé en France, près de Tours[2]. Il est opérateur radio indépendant : le SOE l'autorise à choisir son lieu de travail (il choisit Tours) et à travailler pour plusieurs réseaux. Après MONKEYPUZZLE, il émettra pour DONKEYMAN d'Henri Frager, SALESMAN de Philippe Liewer, INVENTOR de Sydney Jones, SACRISTAN d'Ernest Floege, FARRIER d'Henri Déricourt, FARMER de Michael Trotobas, Prosper-PHYSICIAN de Francis Suttill et CLERGYMAN de Robert Benoist.
- Début août 1943, sa famille est arrêtée et déportée en Allemagne[3]. Pendant quelque temps, il cesse d'émettre.

### Aux mains de l’ennemi
- Le 19 novembre 1943, il est arrêté à Montrouge (banlieue sud de Paris). Il tue un Allemand, en blesse un autre. Lui-même est blessé sept fois dans le cou et dans le bas ventre [4].

- Après avoir été soigné à l'hôpital de la Pitié, il est emprisonné à Fresnes, puis il est déporté à Rawicz, et finalement à Gross-Rosen (aujourd'hui en Pologne)[6], où il est exécuté en août ou septembre 1944.

## Reconnaissance

### Distinctions
- Royaume-Uni : King’s Commendation for Brave Conduct
- France : Chevalier de la Légion d'honneur (1959)[7] - Croix de guerre 1939/1945 avec palmes - Médaille de la Résistance.

### Monuments
- En tant que l'un des 104 agents du SOE section F morts pour la France, André Dubois est honoré au mémorial de Valençay (Indre).
- Au mémorial du camp de concentration de Gross-Rosen, près de Rogoźnica (Pologne), une plaque honore la mémoire des dix-neuf agents de la section F qui y ont été exécutés en août-septembre 1944, dont André Dubois. Réalisée en granit local, en provenance d'une carrière où devaient travailler les détenus, elle a été élevée sur l'initiative du Holdsworth Trust.
- Monument Hercule Buckmaster. Avec celui d'Ernest Floege « Pascal », chef du réseau SACRISTAN, le nom d'André Dubois est mentionné, en tant que chef du réseau Hercule, sur le mémorial érigé près du Mans[8] « en hommage au sacrifice de soixante-quatre résistants, membres des réseaux HERCULE et Pascal-SACRISTAN, parmi lesquels neuf femmes et quatre garçons de moins de vingt ans, tous victimes de la Gestapo ».

### Sources et liens externes
- Sur le site Special Forces Roll of Honour : fiche André Dubois, avec photographies[9]
- Libre Résistance, bulletin d’information et de liaison, anciens des Réseaux de la Section F du S.O.E. (Special Operations Executive), Amicale BUCK, numéro 20, 2e trimestre 2007.
- Michael R. D. Foot, Des Anglais dans la Résistance. Le Service Secret Britannique d'Action (SOE) en France 1940-1944, annot. Jean-Louis Crémieux-Brilhac, Tallandier, 2008,  (ISBN 978-2-84734-329-8). Traduction en français par Rachel Bouyssou de (en) SOE in France. An account of the Work of the British Special Operations Executive in France, 1940-1944, London, Her Majesty's Stationery Office, 1966, 1968 ; Whitehall History Publishing, in association with Frank Cass, 2004. Ce livre présente la version officielle britannique de l’histoire du SOE en France. Une référence essentielle sur le sujet du SOE en France.
- Hugh Verity, Nous atterrissions de nuit..., préface de Jacques Mallet, 5e édition française, Éditions Vario, 2004.
- J.D. Sainsbury, Le Mémorial de la section F, Gerry Holdsworth Special Forces Charitable Trust, 1992.